# Aconogonon limosum
Aconogonon limosum är en slideväxtart som först beskrevs av Komarov, och fick sitt nu gällande namn av Kanesuke Hara. Aconogonon limosum ingår i släktet sliden, och familjen slideväxter. Inga underarter finns listade i Catalogue of Life.